# セマダラコガネ
セマダラコガネは小型のコガネムシ科の昆虫の1種。日本各地でごく普通種で、前胸背と前翅の上に黒いまだら模様がある。成虫も幼虫も植食性で農業害虫である。北アメリカに移入してオリエンタルビートルと呼ばれ、芝生の害虫として知られる。

## 特徴
全体に卵形をした小型のコガネムシである。体長9-13mm、幅5-8mm。背面は茶褐色に黒褐色の斑紋があるが、色彩に関しては個体変異が著しい。頭部は大きめで、頭楯は黄褐色でほぼ矩形、その縁は黒褐色で上向きに反り、角は丸くなっており、上面には浅い点刻が密に入っている。触角は9節、濃褐色で先端3節は上側が伸びて平たくなっている。雄ではこの部分がそこまでの部分より長い。前胸背はその幅が長さの2倍、その縁はそれぞれの方向で中央が張り出し、前方の角は角張って突き出す。その背面は盛り上がり、色は普通は茶褐色で黒緑色の大きな斑紋が左右にあるが、全面が茶黄色になるものから黒緑になるものまで変異がある。点刻は大きくて深いものが密にある。小楯板は茶褐色で楯形、先が尖り、中央には縦向きの窪んだ線があり、細かな点刻がある。鞘翅は縦溝が深く、列間は高く、小点がまばらにある。普通は茶褐色で黒っぽい鷹羽状の斑紋が3段に出るが、全面が茶褐色から黒緑までの連続的な色彩変異がある。
学名
Phyllopertha orientalis ：原記載
Anomala orientalis ：Heyden (1887) にて再分類
Exomala orientalis ：Reitter (1903) などを参照
Blitopertha orientalis ：Aim et al. (1995) などを参照

CABIによると、Waterhouseは当初 Phyllopertha orientalisと命名していたという。また E. orientalisはアメリカの文献でよく見られ、Blitopertha orientalisは日本の文献でよく見られる。韓国では両者が使われているという。

## 分布
琉球列島以外の日本全土に分布し、日本固有種である。ただし現在では後述するようにミクロネシアやハワイ、それに北アメリカに移入種として定着している。
これには異説があり、フィリピン諸島が元々の生息地であり、そこから日本に持ち込まれ、日本全土に広まった種がさらにハワイなどに持ち込まれたという。

## 習性
発生は年1回で、成虫は6-8月に見られる。昼行性で、広葉樹を中心に様々な植物の葉や花を食べる。夜間は希に灯火に飛来する。幼虫越冬で5月下旬頃より蛹になる。

## 類似種など
本種にごく似たものには以下のようなものがある。
- オキナワセマダラコガネ B. okinawaensis ：沖縄に分布する。本種によく似ているが、背面の光沢がこの種の方が強く、また前翅前端の側面が後方に幅広くならない。
- オオダイセマダラコガネ B. ohdaiensis (Sawada)：本種に似ているが、前胸背の後端側と前翅の前端側部の間に隙間が出来る[3]。また前胸背と小楯板に黒みが強い。本州の紀伊山地、四国の石鎚山、九州の彦山、祖母山、霧島山など限られた山地帯にのみ見られる[7]。

## 害虫として
下記のようにこの種は日本ではさほど重要な害虫とは見なされてこなかった。しかし移入先では重大な害虫として注目され、また日本でも近年に被害が目立つようになっている。そのために対策として本種の性フェロモンの研究や寄生性の線虫や寄生菌の研究などもなされている。

### 日本の場合
農業害虫として知られる。梅谷、岡田編(2003)では本種は繰り返し取り上げられ、それによると芝生への被害が最も大きいようである。幼虫が芝草の根を食べるものの、従来はさほどの被害をなすものではなかった。しかし近年にゴルフ場の芝生に本種が大発生し、甚大な被害を与える例がある。また材木苗圃の害虫としても古くから知られる。それ以外では被害はさほどのものでなく、それでも取り上げられるのが多いのはその食性が広範にわたるためらしい。ラッカセイでは根に被害を与えたという報告は一応あり、また葉を食害してかなりの密度に達する例はあるがドウガネブイブイほどの被害は出さない。ダイズの葉の食害ではその被害は無視出来る程度、カキについても同様らしい。オウトウやリンゴでは局地的だが被害を出す。柑橘類では花に飛来して加害することがある。バラでもごく普通に飛来し、花の中に潜り込んで食害すると言うが、実害はあまりないとのこと。

### 移入種として
本種は日本固有種であったが現在では国外に移入種として侵入し、各地で国内より重要な害虫と見なされている。
アメリカ合衆国においては1908年にハワイに侵入し、サトウキビ畑に壊滅的な被害をもたらすようになった。本種の天敵と考えられたツチバチの1種 Scolia manilae が1916年に導入されたが効果がなかった。アメリカ本土で最初に発見されたのは1920年8月、コネチカット州ニューヘイブンでのことで、それ以降は次第に北東部地域へとその分布を拡大させた。成虫は花を多少加害する程度だが、幼虫のイネ科植物への害が大きく、特に芝生の被害がひどく、地表近くの根を食べてしまう。
現在では例えば『ニューヨークの芝生や植物を配した庭園における最も重要なジムシ系の害虫』との評価があるほどである。ちなみに北アメリカでは本種をオリエンタルビートルと呼び、本種以前に侵入していたマメコガネをジャパニーズビートル、さらに後発のアカビロウドコガネ Maladera castanea をアジアティックガーデンビートルと呼び、庭園植物の重要な害虫として並び称している。